# Ольга Гепнарова
Ольга Гепнарова (чеськ. Olga Hepnarová) (30 червня 1951 — 12 березня 1975) — чехословацька вбивця, яка 10 липня 1973 року вбила вісьмох людей вантажівкою у Празі. Гепнарова була засуджена до смертної кари і страчена 1975 року, ставши останньою жінкою, страченою в Чехословаччині.

## Біографія
Ольга Гепнарова народилася 30 червня 1951 року в Празі. Її батько був банкіром, а мати — стоматологом. Гепнарова була звичайною дитиною, але згодом у неї розвинулися психіатричні проблеми, які проявилися в нездатності спілкуватися з людьми. 1964 року вона намагалася покінчити життя самогубством шляхом передозування ліками. Вона провела рік у психіатричному відділенні лікарні в Опаржанах, де її після спроби втечі били і знущалися над нею. Лікарі-фахівці визнали її «ані гомосексуальною, ані гетеросексуальною дівчинкою», жодних психічних захворювань не діагностували. Пізніше Гепнарова працювала на різних роботах, але зазвичай її звільняли незабаром після прийняття на роботу, в тому числі під час навчання на палітурника в Празі, а потім рік працювала в Хебі, перш ніж повернулася до Праги. Зрештою, вона влаштувалася водієм вантажівки. Поступово вона втратила зв'язок зі своєю сім'єю, особливо з батьком і старшою сестрою. Вона купила будиночок в селі Олешко, звідки їздила на роботу. Пізніше вона продала будиночок і на отримані гроші купила автомобіль «Trabant».

## Підпал
Батько Гепнарової успадкував ферму в селі Заброді, яку сім'я використовувала для відпочинку. Вранці 7 серпня 1970 року за допомогою пляшки з бензином Гепнарова підпалила двері у житловій частині будинку. Вона сподівалася, що вогонь перекинеться через горище на сінник і знищить садибу. Її сестра та двоє мешканців — подружня пара віком за 75 років — у цей час спали в будинку. Вони прокинулися і вчасно загасили пожежу. Остаточний збиток склав лише 50 крон. Гепнарову не підозрювали у скоєнні злочину. Вона пішки прибула до ферми після того, як взяла таксі з Находа. Гепнарова зізналася у скоєному під час психіатричної експертизи 1973 року. Як мотив заявила, що дане майно стало причиною суперечок між її батьками через вливання великих коштів сім'ї в його розвиток.

## Наїзд вантажівкою

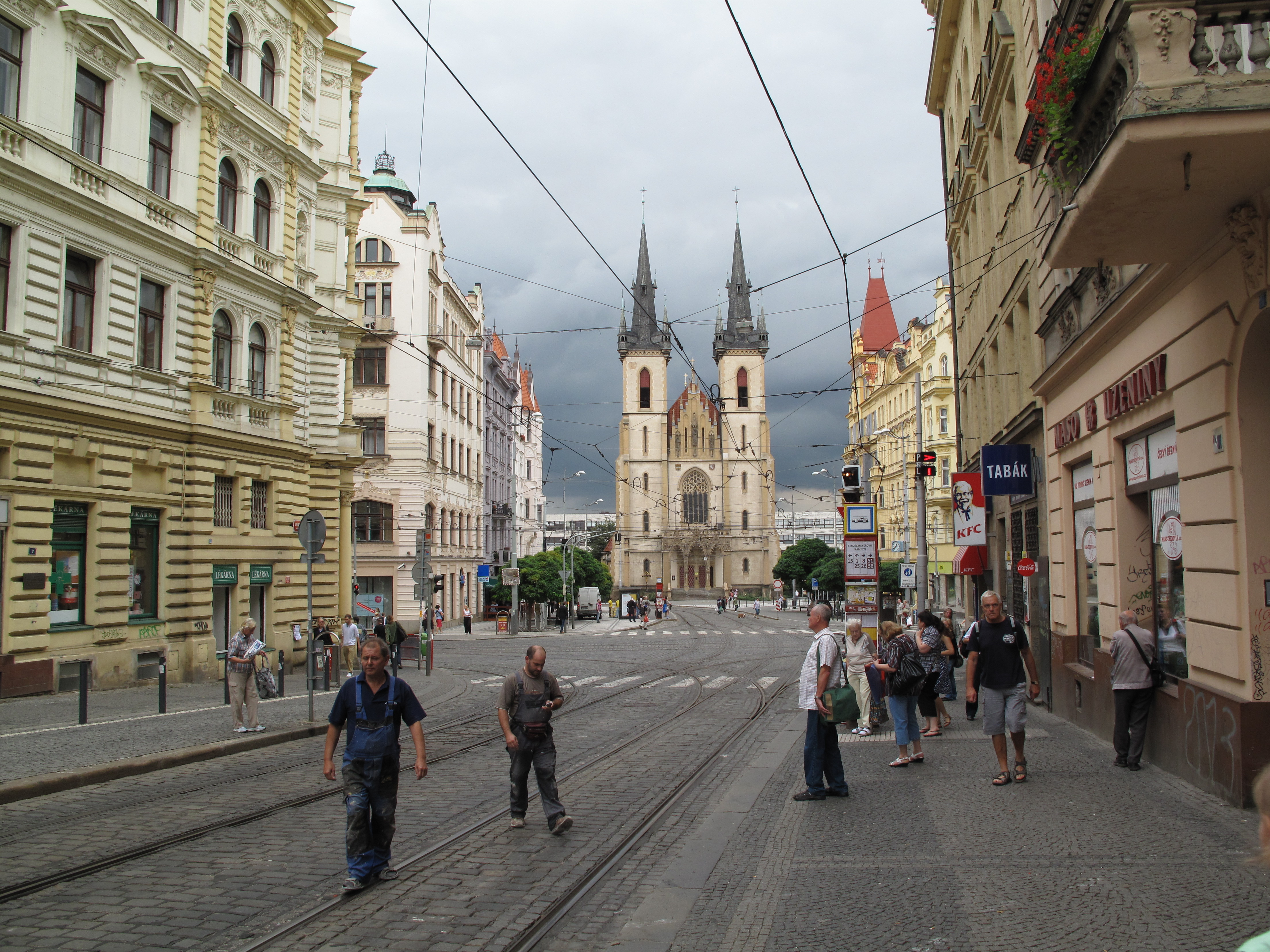
Площа Штроссмайєра. На передньому тлі - трамвайна зупинка

Гепнарова почала планувати наїзд приблизно за півроку до події. Вона вважала, що всі люди намагаються завдати їй шкоди, розповідала, що її без жодної причини побили на вулиці і ніхто їй не допоміг захиститися. Вона не бажала бути невідомою самогубцею і хотіла, щоб її запам'ятали.
На початку її плани містили пуск під укіс швидкісного потягу або підрив вибухівки в приміщенні, повному людей, але вона вирішила, що це занадто складно з технічної точки зору, і натомість зупинилася на масовому розстрілі: вона планувала дістати автоматичну вогнепальну зброю і розстріляти людей на Вацлавській площі. Для цього вона записалася на стрілецькі курси Спілки сприяння армії («Свазарм»). Але і від цього варіанту відмовилася: боялася, що її можуть одразу вбити, та й знайти таку зброю також здавалося складним завданням. Зрештою, Гепнарова вирішила використовувати як зброю вантажівку.
З 11 січня по 10 липня 1973 року Гепнарова жила в кімнаті 502 в нинішньому готелі «Малешице», який слугував гуртожитком для празького підприємства «Празький зв'язок». 9 липня вона пішла востаннє подивитися на свою кімнату, а потім покинула свій автомобіль «Trabant», до якого була дуже прив'язана. Наступного дня, 10 липня, вона успішно пройшла курси водіння для керування саме тієї вантажівки, яку хотіла використати.
О 13:30 Гепнарова їхала на своїй вантажівці Praga RN від площі Захисників миру (зараз площа Мілади Горакової) до площі Штроссмайєра (Strossmayerovo náměstí) в районі Прага 7, де вона виїхала на тротуар і врізалася в групу з приблизно 25 осіб, яка стояла на трамвайній зупинці. Після того, як вантажівка мимовільно зупинилася, свідки намагалися допомогти їй, бо думали, що вона втратила контроль над транспортним засобом через технічну несправність. Однак Гепнарова одразу ж зізналася, що навмисно протаранила натовп. Троє людей загинули одразу, ще троє померли пізніше того ж дня, двоє — через кілька днів (усі у віці від 60 до 79 років), 12 осіб дістали поранення.
Перед нападом Гепнарова надіслала листа до двох газет, «Вільне слово» та «Юний світ», пояснюючи свої дії помстою за ненависть, яку, на її думку, спрямовували проти неї родина та світ. Лист був отриманий через два дні після наїзду.
Я самотня. Я знищена людина. Людина, знищена людьми. Переді мною є вибір: вбити себе чи вбити інших. Мій вибір: ПОМСТИТИСЯ ВСІМ НЕНАВИСНИКАМ. Якби я покинула світ як невідома самогубця, це було б занадто легко для вас. Acta non verba. Мій вердикт такий: я, Ольга Гепнарова, жертва ваших звірств, засуджує вас до смертної кари.

## Арешт та суд
Під час слідства Гепнарова підтвердила, що її наміром було вбити якомога більше людей. Психіатрична експертиза встановила, що вона повністю усвідомлювала свої дії і не висловлювала жодного жалю. Вона спланувала свої дії, бо врахувала, що перед трамвайною зупинкою був схил, який дозволяв їй набрати швидкість для максимальної кількості жертв. Наїзд був її другою спробою, оскільки вона вважала, що під час першої спроби було недостатньо людей. Гепнарова вимагала для себе страти. 6 квітня 1974 року міський суд засудив Гепнарову до смертної кари за вбивство. Вирок був підтверджений судами вищих інстанцій, а Верховний суд перекваліфікував вирок на суспільну небезпеку з тим самим покаранням, яке було залишено в силі. Після кількох психіатричних експертиз Гепнарова була визнана осудною, а прем'єр-міністр Чехословаччини Любомир Штроуґал відмовився помилувати її.

### Страта
Гепнарова була страчена через повішення 12 березня 1975 року у в'язниці Панкрац у Празі. Вона стала останньою жінкою, страченою в Чехословаччині, і однією з останніх, кого стратили через повішення. Існують суперечки щодо останніх хвилин життя Гепнарової. За деякими свідченнями вона була спокійною, за іншими — впала в істерику, почала кричати і благати зберегти життя, так що охоронцям довелося силоміць тягнути її до шибениці.

## Музика
2021 року словацька група Les Myzérables випустила альбом «Дівчина з вантажівкою» (словац. Dievčatko s náklaďákom), в якому описується життя та смерть Ольги Гепнарової.

## Кінематограф
2016 року відбулася прем'єра чесько-польського драматичного фільму «Я, Ольга Гепнарова» (чеськ. Já, Olga Hepnarová) режисерів Томаса Вейнреба та Петра Казди. Прем'єра відбулася на 66-му Берлінському міжнародному кінофестивалі.